# Garry Gibbons
Garry Gibbons (n. 1 iulie 1946, Anglia, Regatul Unit) este un fizician teoretician britanic.

## Biografie
A absolvit  Purley County Grammar School și Universitatea din Cambridge, Marea Britanie, unde în anul 1969 a devenit studentul lui Dennis Sciama. Când Dennis Sciama a trecut la Universitatea din Oxford, Gibbons a devenit studentul lui Stephen Hawking. În anul 1973 a susținut teza de doctor în filozofie (PhD).

## Activitatea științifică
Cu excepția unei deplasări la Max Planck Institute (Munchen, Germania), a lucrat toată viața la Universitatea din Cambridge, unde în anul 1997 a devenit profesor deplin. A fost membru al Societății regale din Londra (1999) și membru al Colegiului Trinity în 2002.
După ce a terminat cercetările în domeniul gravitației clasice cu teza de doctorat a trecut la teoria cuantică a găurilor negre. Împreună cu Malcolm Perry a studiat proprietățile termodinamice ale orizonturilor de evenimente, inclusiv ale celor cosmologice, folosind pentru aceste studii funcțiile Green termale. A dezvoltat metoda euclideană a gravitației curbe împreună cu Stephen Hawking, care permite derivarea proprietăților termodinamice a găurilor negre prin metodaintegralei continuale. Întrucât gravitația euclideană nu este pozitiv definită, integralele converg doar în cazul alegerii unui contur particular pentru factorii de contur.
În ultimii ani interesele s-au deplasat spre supergravitație, P-brane-uri, teoria M, motivate în principal de teoria stringurilor.
A publicat în colaborare cu coproducătorii și discipolii săi circa 360 de articole, cărți și conferințe. Are indice H=70 (ADS NASA), cu un număr de citări/articol=56 (ADS NASA)

## Distincții
Gibbons a fost ales membru al Societății regale din Londra pentru:
- Distins pentru contribuția la dezvoltarea teoriei relativității generalizate și a teoriei cuantice a gravitației. El a  jucat un rol de frunte la dezvoltarea metodei euclideene a gravitației cuantice și a arătat cum aceasta poate fi folosită pentru a demonstra caracterul termal al găurilor negre și a Universurilor inflaționare. Acesta a arătat o relație profundă și neașteptată între gravitație și termodinamică. În cadrul programului de gravitație euclideeană a obținut un  număr mare de instantoni și a cercetat proprietățile acestora. În cadrul abordării Lorenziene a gravitației a studiat comportamentul solitonilor în teorii gauge (de calibrare) și relativitatea generalizată, arătând cum  supersimetria conduce la inegalitățile Bogomolnîi ale maselor și sarcinilor. Recent a investigat rolul topologiei în gravitație și a obținut restricții importante asupra domeniului de variație a schimbărilor topologice ale spațiului-timpului. Este recunoscut ca lider în acest domeniu la scară globală.[5]

## Studenți doctorali
- Mohammad Akbar
- Lloyd Alty
- Wayne Boucher
- Marco Cariglia
- Andrew Chamblin
- Simon Davis
- Steffen Gielen
- Domenico Giulini
- Carsten Gundlach
- Jonathan Halliwell
- Sean Hartnoll
- Carlos Herdeiro
- Gustav Holzegel
- Christopher Hull
- Daksh Lohiya
- Miguel Ortiz
- Christophe Patricot
- Dean Rasheed
- Peter Ruback
- Paulina Rychenkova
- Frederic P. Schuller
- Clive Wells
- Marcus C. Werner
- David Wiltshire

1. ↑  Autoritatea BnF, accesat în 10 octombrie 2015
2. ↑  CONOR.SI[*] Verificați valoarea |titlelink= (ajutor)
3. 1 2 3 4 5 6 7 8 9 10 11 12  Genealogia matematicienilor
4. ↑   https://patrimoine.univ-tours.fr/les-docteurs-honoris-causa Lipsește sau este vid: |title= (ajutor)
5. ↑  „Fellow Detail Page | Royal Society” (în engleză). royalsociety.org. Accesat în 23 mai 2025.